# 122
Cette page concerne l'année 122  du calendrier julien. Pour l'année 122 av. J.-C., voir 122 av. J.-C. Pour le nombre 122, voir 122 (nombre).
L'année 122 est une année commune qui commence un mercredi.

## Événements
- Printemps : Hadrien retourne en Germanie supérieure par le Norique et la Rhétie puis gagne la Germanie inférieure, inspectant le système défensif[1].
- Juin-juillet : Hadrien passe en Bretagne insulaire[1]. Aulus Platorius Nepos, nommé gouverneur de la Bretagne romaine est chargé par l’empereur de la construction du mur d'Hadrien où des Pictes marquant la limite septentrionale de l'Empire romain (fin en 127). Hadrien renonce aux territoires conquis en Écosse[2].
- Automne : 
  - Peu avant son départ de Bretagne, Hadrien révoque Septicius Clarus préfet du prétoire. Son protégé Suétone, secrétaire ab epistulis (chargé de la correspondance d’Hadrien), est disgracié également[3]. Suétone, auteur de « La vie des douze Césars », il meurt entre 140 et 160[4].
  - Hadrien traverse la Gaule par l'ouest et se rend en Espagne ; il est à Tarraco à la fin de l'année[5].

## Décès en 122
- Cathair Mór, Ard ri Erenn légendaire d’Irlande.